# Großsteingrab Staunsholte Overdrev 3
Das Großsteingrab Staunsholte Overdrev 3 ist eine megalithische Grabanlage der jungsteinzeitlichen Nordgruppe der Trichterbecherkultur im Kirchspiel Farum in der dänischen Kommune Furesø.

## Lage
Das Grab liegt nördlich von Farum und südöstlich von Bregnerød am Rand eines Felds. In der näheren Umgebung gibt bzw. gab es mehrere weitere megalithische Grabanlagen.

## Forschungsgeschichte
In den Jahren 1875 und 1942 führten Mitarbeiter des Dänischen Nationalmuseums Dokumentationen der Fundstelle durch. 1883 wurden Zeichnungen des Grabes angefertigt. Eine weitere Dokumentation erfolgte 1982 durch Mitarbeiter der Forst- und Naturbehörde.

## Beschreibung
Die Anlage besitzt eine runde Hügelschüttung, zu deren Größe unterschiedliche Angaben vorliegen. Der Bericht von 1875 nennt einen Durchmesser von 12,5 m und eine Höhe von 1,9 m. Der Bericht von 1942 nennt einen Durchmesser von 10 m und eine Höhe von 1 m. Der Bericht von 1982 nennt eine Länge von 16 m, eine Breite von 12 m und eine Höhe von 1,4 m. Eine steinerne Umfassung ist nicht erkennbar.
Im Hügel befindet sich eine Grabkammer, die als Ganggrab anzusprechen ist. Es sind fünf Wandsteine erkennbar. Die Decksteine fehlen. Der Kammer ist ein Gang vorgelagert, der größtenteils mit Erde verdeckt ist. Zur Orientierung und den Maßen der Kammer liegen keine Angaben vor.